# Jill Flint

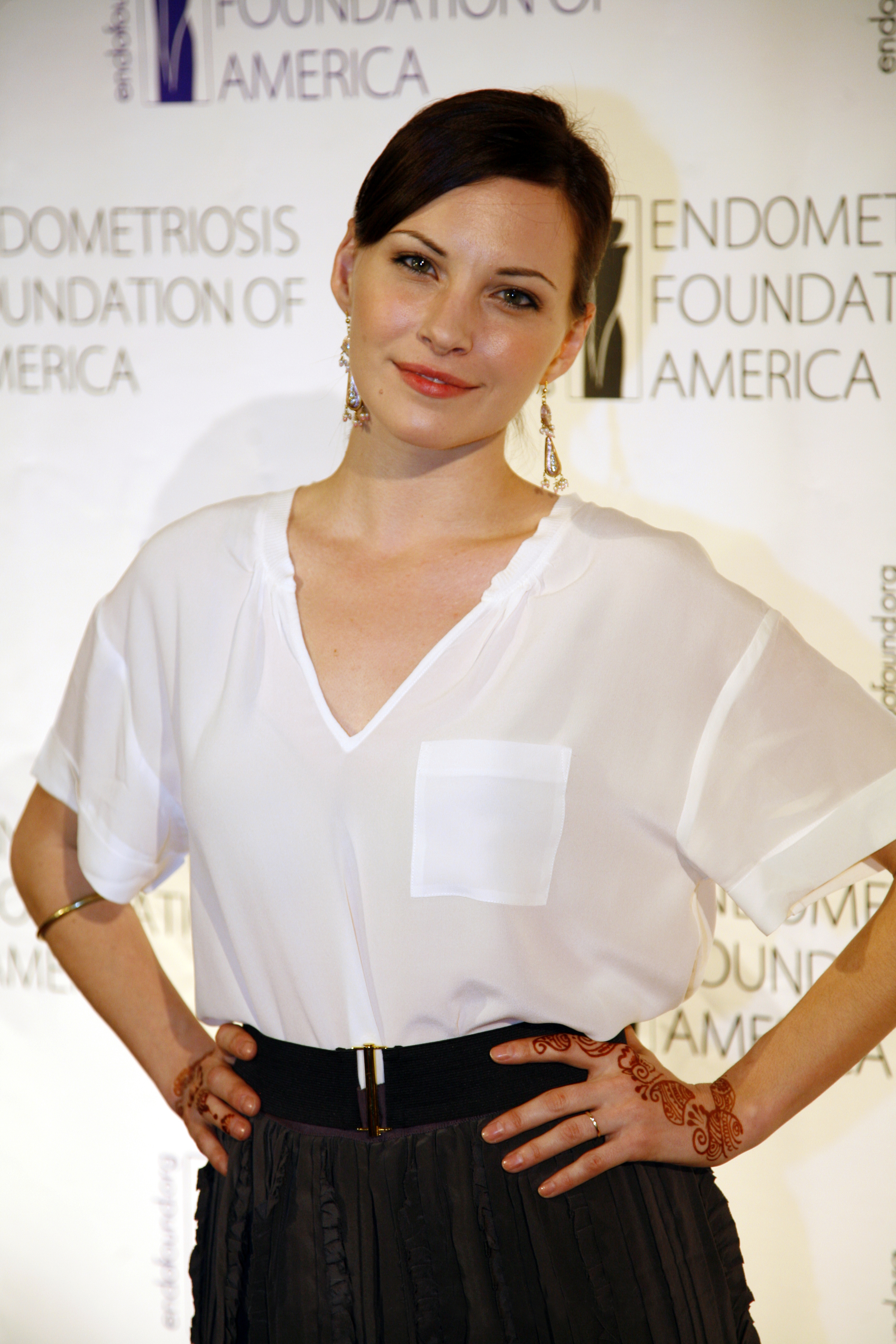
Jill Flint

Jillian „Jill“ Flint (* 25. November 1977 in Cherry Valley, New York) ist eine US-amerikanische Schauspielerin, Bekanntheit erlangte sie vor allem durch ihre Rolle als Jill Casey in der Fernsehserie Royal Pains.

## Karriere
Jill Flint hat seit 2004 mehrere, teils wiederkehrende Auftritte in diversen Fernsehproduktionen sowie einigen Filmen. So spielte sie in drei der Law & Order-Ablegern mit, in zweien davon, Law & Order: Trial by Jury sowie Conviction, in der jeweiligen Pilotfolge. Es folgten wiederkehrende Rollen in den Serien Six Degrees und Gossip Girl. 2008 spielte Flint unter anderem in den Spielfilmproduktionen Cadillac Records und The Women – Von großen und kleinen Affären. 
Als Melissa Greenfield trat 2009 sie für vier Folgen in der Serie Nurse Jackie auf. In der Anwalts- und Dramaserie Good Wife ist sie wiederkehrend als Lana Delaney zu sehen. Ihre bisher größte Rolle spielt Flint von 2009 bis 2012, 2016 in der Arzt-Serie Royal Pains. Dort ist sie in der Hauptrolle der Jill Casey als Leiterin des örtlichen Krankenhauses und Freundin der Hauptfigur zu sehen. 2010 sah man sie für drei Folgen als Simone Sands in der Krankenhausserie Mercy. 2010 folgte ihre Rolle als Empfangsdame im Film „The Amazing Spiderman“. 2014–2017 spielte sie in der Krankenhausserie „The Night Shift“ als die junge Ärztin Jordan. 2016–2019 spielte sie in sechs Folgen Diana Lindsay in der Fernsehserie Bull. 
Flint lebt in New York City.

## Filmografie (Auswahl)
- 2004: Garden State
- 2005: Law & Order: Trial by Jury (Folge 1x01)
- 2006: Criminal Intent – Verbrechen im Visier (Law & Order: Criminal Intent, Folge 6x08)
- 2006: Conviction (3 Folgen)
- 2007: Six Degrees (5 Folgen)
- 2007–2009: Gossip Girl (4 Folgen)
- 2008: Inside Hollywood (What Just Happened?)
- 2008: The Women – Von großen und kleinen Affären (The Women)
- 2008: Cadillac Records
- 2009: Nurse Jackie (Folgen 1x08–1x11)
- 2009–2012: Good Wife (The Good Wife, 9 Folgen)
- 2009–2012, 2016: Royal Pains (53 Folgen)
- 2010: Mercy (Folgen 1x11–1x13)
- 2012: Elementary (Folge 1x19)
- 2012: CSI: Miami (Folge 10x14)
- 2012: The Amazing Spider-Man
- 2014–2017: The Night Shift (45 Folgen)
- 2016–2022: Bull (7 Folgen)
- 2018: The Mule
- 2019: Wu-Tang: An American Saga